# Bulbostylis paradoxa
Bulbostylis paradoxa là một loài thực vật có hoa trong họ Cói. Loài này được (Spreng.) Lindm. mô tả khoa học đầu tiên năm 1900.